# Пак Хан Бьоль (плавчиня)
Пак Хан Бьоль (кор. 박한별, 28 вересня 1997) — південнокорейська плавчиня. Учасниця Чемпіонату світу з водних видів спорту 2017, де в попередніх запливах на дистанції 50 метрів на спині посіла 25-те місце і не потрапила до півфіналу.